# 衣川里佳
衣川 里佳（きぬがわ りか、1993年12月17日 - ）は、日本の女性声優。東京都出身。東京俳優生活協同組合所属。

## 経歴
中学生時代、『テニスの王子様』のゲームを友人から借りた際に、声だけで感情を伝えることの凄さに気付き、高校を卒業後、東京アニメーター学院声優タレント科に入学した。
初めてオーディションに受かったアニメの役はTVアニメ『ハンドレッド』のリディ・スタインバーグであった。
2016年6月に放送された『アニメぴあちゃんねる』で初の動画メディア出演。
2018年に放送されたTVアニメ『ゾンビランドサガ』に登場するアイドルグループ「フランシュシュ」のメンバーであるゆうぎり（ゾンビィ5号）役の声と歌唱を担当し、以降、同作のライブイベントでも同役の歌唱とダンスを担当。
同作品放送後にリリースされたアルバムに収録の楽曲「佐賀事変」では初のメインボーカルを務める。
2020年12月、相坂優歌から交代する形で『ウマ娘 プリティーダービー』のナリタブライアン役を担当。
2024年1月1日、2023年12月31日をもってFIRST WIND productionを退所、フリーとして活動することを自身のSNSにて発表。
2024年10月1日、東京俳優生活協同組合への所属を発表。

## 人物
趣味は洋ゲーなどのゲーム、銭湯めぐり、苔玉、温泉、散歩。特技は合気道（初段）、パズルゲーム。
好きな食べ物はチョコレート、お菓子である。苦手な物はカエル。
幼少期は女の子っぽいことが苦手で外で遊び回っていることが多く、中学時代はテニス部、高校時代はバイトをこなすため帰宅部であった。
2021年からは本業の声優活動とは別に、東京アニメーター学院在籍時の講師と同期、後輩の声優達が開設したYouTubeチャンネル「恩師が突然、山を買いました」に準レギュラーとして不定期で参加し、農作業の手伝いや生配信も行っている。
声優同士では赤﨑千夏、河瀬茉希や本渡楓を始めとしたフランシュシュのメンバーなどと特に仲が良い。
東京アニメーター学院の同期からは“姐さん”、ゾンビランドサガ出演者からは“衣ちゃん”の愛称で呼ばれる。

## 出演
太字はメインキャラクター。

### テレビアニメ
2013年
- 私がモテないのはどう考えてもお前らが悪い!

2015年
- 城下町のダンデライオン（小学生男子）
- 新妹魔王の契約者（女）

2016年
- orange（茅野貴子）
- 三者三葉（女性客）
- 灼熱の卓球娘（もず山卓球部員1）
- ハンドレッド（リディ・スタインバーグ）
- 魔装学園H×H（飛弾怜悧）

2017年
- ナナマル サンバツ（女性教師）

2018年
- デスマーチからはじまる異世界狂想曲（母親、イオナ、レンマーリス）
- だがしかし2（小学生B）
- メジャーセカンド（上級生B）
- デビルズライン（女子学生、男の子）
- ピアノの森（2018年 - 2019年、大家、誉子姉、エンゲルハード、司会） - 2シリーズ
- かくりよの宿飯（葵の母）
- グラゼニ（うぐいす嬢）
- ニル・アドミラリの天秤（奥千満兆子）
- ぐらんぶる（学生B）
- はるかなレシーブ（審判）
- キラッとプリ☆チャン（イライザ竹本）
- ゾンビランドサガ（2018年 - 2021年、ゆうぎり） - 2シリーズ

2019年
- BanG Dream!（コメンテーター、女子、黒服、カメラマン）
- 私に天使が舞い降りた!（山中先生、店員）
- 五等分の花嫁（2019年 - 2021年、女性教師、図書委員） - 2シリーズ
- 荒ぶる季節の乙女どもよ。（藤本、本郷 姉、女子生徒）
- キャロル&チューズデイ（リポーター）
- GRANBLUE FANTASY The Animation Season 2（子供）
- 歌舞伎町シャーロック（2019年 - 2020年、キャバ嬢）
- 本好きの下剋上 司書になるためには手段を選んでいられません（2019年 - 2022年、コリンナ） - 2シリーズ

2020年
- 群れなせ!シートン学園（ギャルライオンのリーダー、板東ルカ）
- うちタマ?! 〜うちのタマ知りませんか?〜（大塚チョコ）
- ハクション大魔王2020（おばちゃん）
- 恋とプロデューサー〜EVOL×LOVE〜（メリー）

2021年
- 怪物事変（OL、怪物、リポーター、雪女子）
- ウマ娘 プリティーダービー Season 2（ナリタブライアン）
- 平穏世代の韋駄天達（人、母親、女、テータ）
- SELECTION PROJECT（今鵜奈美）
- 見える子ちゃん（化け物）

2022年
- 盾の勇者の成り上がり（ロミナ）
- 連盟空軍航空魔法音楽隊ルミナスウィッチーズ（老婦人の娘）
- 金装のヴェルメイユ〜崖っぷち魔術師は最強の厄災と魔法世界を突き進む〜（試験官助手）
- うる星やつら (2022)（2022年 - 2024年、女子生徒、女性客、女子、テレビの音声、お付きの宇宙人 他） - 2シリーズ

2023年
- 聖者無双〜サラリーマン、異世界で生き残るために歩む道〜（ルミナ）
- ゾン100〜ゾンビになるまでにしたい100のこと〜（ゾンビィ5）
- スパイ教室
- BanG Dream! シリーズ（2023年 - 2025年、山田えみ、場内放送音声、記者A、MC〈バラエティ〉、山田さん 他） - 2シリーズ

2024年
- グレンダイザーU（子供B、女性、光子力研究所職員、患者B）
- 天穂のサクナヒメ（ココロワヒメ）
- キミと僕の最後の戦場、あるいは世界が始まる聖戦 Season II（トリーズ）
- 魔導具師ダリヤはうつむかない（ヴァネッサ・スカルファロット）
- らんま1/2 (2024)（女傑族）
- パズドラ（マルサレディ）

2025年
- 名探偵コナン（アナウンサー）
- シャングリラ・フロンティア（NPC母）
- 悪役令嬢転生おじさん（女性）
- ドラえもん（テレビ朝日版第2期）（ゴーゴーヤングミスト、野球少年、女性①）
- ぷにるんず ぷに3（店員ぷに）

### 劇場アニメ
- orange -未来-（2016年、茅野貴子[35]）
- 劇場版 BanG Dream! Episode of Roselia II：Song I am.（2021年、司会者）
- 好きでも嫌いなあまのじゃく（2024年、あおい）
- ゾンビランドサガ ゆめぎんがパラダイス（2025年、ゆうぎり[36]）

### OVA
- 怪獣娘（黒）〜ウルトラ怪獣擬人化計画〜（2018年、さつきの同級生）
- 本好きの下剋上 司書になるためには手段を選んでいられません 外伝（2020年、コリンナ）

### Webアニメ
- B: The Beginning（2018年、市長夫人）
- 鎮西八郎為朝（2021年 - 2022年、島民、男の子、春の母、店主）

### ゲーム
2015年
- ウチの姫さまがいちばんカワイイ（縫包姫 エニー・テディ）
- 少女とドラゴン -幻獣契約クリプトラクト-（フェイレス）
- 天空のクラフトフリート（ミュシカ、シャノワ）
- ヴァリアントナイツ（リディア＝ケイト）
- 輝星のリベリオン（パトロクロス、モリガン）
- ROOT∞REXX（九条駿（幼少期）、女A）

2016年
- 一血卍傑-ONLINE-（サラカゾエ、マカミ、ロクロクビ）
- 英国探偵ミステリア The Crown（アリシア、マクラウド婦人 他）
- 鬼斬（佐々木小次郎）
- 激突! クラッシュファイト（カレン、セリカ）
- 政剣マニフェスティア（モモカ・アンドウ、ダコタ・ミキ、リネット・ナガイ）
- レジェンドオブアルスマーナ（アーヴェント）

2017年
- 塔亰Clanpool（黒の女王シェリンギュラ）
- 雷電V Director's Cut（ヴァルヴァロッサ・ホークアイ）
- League of Angels II - リーグオブエンジェルズ2（ルナリア、リディア、リリス）
- サウザンドメモリーズ（死弾の魔射手シンシア）
- ヴィーナスランブル（フリッグ）
- 逆転オセロニア（キルア）
- ぐるぐる召喚マジカルギア（妖雷女帝シキ）
- グランドサマナーズ（アリステラ）
- 征戦！エクスカリバー（ベリアル）
- ファイトリーグ（絶好鳥スパイカー グラちゃん）
- クイズRPG 魔法使いと黒猫のウィズ（ヤラ・アンテゴニア）

2018年
- 黒騎士と白の魔王（ガイア、アスタロト）
- アンダーグラウンドシンフォニー
- 暁のエピカ -Union Brave-（ノエル）
- 刻のイシュタリア（ミーミル）
- ワールドクロスサーガ -時と少女と鏡の扉-（混沌）
- ORDINAL STRATA -オーディナル ストラータ-（ジルド）
- 龍が如く ONLINE（ソフィア）

2019年
- モンスターストライク（2019年 - 2025年、玉梓、ミュスカ、ベジテパラ、ドライ）
- グリモアA〜私立グリモワール魔法学園〜（ゆうぎり）
- SINoALICE -シノアリス-（リコネ）

2020年
- 絵師神の絆（島津）
- 白猫プロジェクト（アリーゼ）
- 夜、灯す（菅野多恵）
- エンゲージソウルズ（オルテシア）
- ワールドフリッパー（ゆうぎり）
- 天穂のサクナヒメ（ココロワヒメ）

2021年
- ウマ娘 プリティーダービー（2021年 - 2023年、ナリタブライアン〈2代目〉）
- シャイニングニキ（ソイカ）
- 風雨来記4（柚原日陽）

2022年
- アリスフィクション（宮本武蔵）
- ブラウンダスト（メルテール）
- グランブルーファンタジー（シゼル）

2023年
- モンスターユニバース（クイン）
- アズールレーン（クルスク）
- Edge of Eternity（ザンドラ）
- ドラゴンクエストX 天星の英雄たち オンライン（ガラテア）

2024年
- ガーディアンテイルズ（ビネット）
- ウマ娘 プリティーダービー 熱血ハチャメチャ大感謝祭!（ナリタブライアン） - DLC追加キャラクター

2025年
- まじかる☆クリっと依久乃ちゃん（ハメスター）

### ドラマCD
- 季刊シリーズ「saison（セゾン）printemps（プランタン）春[3]」（2015年）
- ハンドレッド（2016年、リディ・スタインバーグ）
- 変女 〜変な女子高生 甘栗千子〜（2017年、甘栗千子[61]） - コミックス第6巻ドラマCD付属限定版
- ゾンビランドサガ ドラマCD「ナイショ・ビフォア・クリスマス SAGA」（2021年、ゆうぎり[62]） - Blu-ray BOX特典CD
- 鬼の陰陽師（2024年、鬼灯紅緒[63]） - クラウドファンディング返礼品

### オーディオブック
- マチネの終わりに（2018年、ジャリーラ）

### 吹き替え

#### ドラマ
- コッソンビ 二花院の秘密（2023年、パク妃〈キル・ウネ〉[64]）

#### アニメ
- OK K.O.! めざせヒーロー（2018年）
- 攻略うぉんてっど!〜異世界救います!?〜（2023年、兵士1、観客）
- ホワット・イフ...?（2023年、ジアイ）

### デジタルコミック
- ゆるおやこ（2021年、花村清香[65][66]）
- 椿くんの熱におぼれたい（2022年、晴山さくら[67]）
- 転生婚（2022年、購買の女性、他[68]）
- 狐に嫁入り（2022年、笹崎 母、他[69]）
- orange（2022年、茅野貴子[70]）

### ナレーション
- ダイドードリンコ しゃべる自販機（江戸弁）
- BS11 韓流ナレーション[71]

### その他コンテンツ
- ラジオCD「フランシュシュ2号の佐賀がサガであるために From ゾンビランドサガ リベンジ」（2021年）ゲスト[72]
- ゆうぎり・イン・スナック千夏（2021年、YouTube）
- 恩師が突然、山を買いました（2021年 - 、YouTube）準レギュラー

## ディスコグラフィ

### キャラクターソング
| 発売日   | 商品名                                                                                         | 歌 | 楽曲 | 備考                                                                 |
| 2016年   | 2016年                                                                                         | 2016年 | 2016年 | 2016年                                                               |
| -------- | ---------------------------------------------------------------------------------------------- | --- | --- | -------------------------------------------------------------------- |
| 6月22日  | TABOOLESS                                                                                      | クレア（M・A・O）、リディ（衣川里佳）、エリカ（牧野由依） | 「TABOOLESS」 | テレビアニメ『ハンドレッド』エンディングテーマ                       |
| 2018年   |                                                                                                | | |                                                                      |
| 11月28日 | 徒花ネクロマンシー                                                                             | フランシュシュ | 「徒花ネクロマンシー」                                                                                            | テレビアニメ『ゾンビランドサガ』オープニングテーマ                   |
| 11月28日 | 光へ                                                                                           | フランシュシュ | 「光へ」 | テレビアニメ『ゾンビランドサガ』エンディングテーマ                   |
| 12月21日 | ゾンビランドサガ BD第1巻特典CD                                                                 | グリーンフェイス | 「ようこそ佐賀へ」                                                                                                | テレビアニメ『ゾンビランドサガ』挿入歌                               |
| 12月21日 | ゾンビランドサガ BD第1巻特典CD                                                                 | グリーンフェイス | 「DEAD or RAP!!!」                                                                                                | テレビアニメ『ゾンビランドサガ』挿入歌                               |
| 12月21日 | ゾンビランドサガ BD第1巻特典CD                                                                 | フランシュシュ | 「目覚めRETURNER」 「アツクナレ」                                                                                 | テレビアニメ『ゾンビランドサガ』挿入歌                               |
| 2019年   |                                                                                                | | |                                                                      |
| 2月22日  | ゾンビランドサガ BD第2巻特典CD                                                                 | フランシュシュ | 「ドライブイン鳥」 「To my Dearest」 「特攻DANCE 〜DAWN OF THE BAD〜」                                            | テレビアニメ『ゾンビランドサガ』挿入歌                               |
| 4月26日  | ゾンビランドサガ BD第3巻特典CD                                                                 | フランシュシュ | 「ヨミガエレ」 「FLAGをはためかせろ！」 「目覚めRETURNER（Electric Returner）」                                   | テレビアニメ『ゾンビランドサガ』挿入歌                               |
| 10月15日 | 日清カレーメシ ゾンビランドサガ 特別BOXセット 特典CD                                           | フランシュシュ | 「輝いて（カレーメシver.）」                                                                                      | テレビアニメ『ゾンビランドサガ』関連曲                               |
| 11月27日 | ゾンビランドサガ フランシュシュ The Best                                                       | フランシュシュ | 「徒花ネクロマンシー（Album ver.）」 「佐賀事変」 「輝いて」                                                      | テレビアニメ『ゾンビランドサガ』関連曲                               |
| 2020年   |                                                                                                | | |                                                                      |
| 9月3日   | ゾンビランドサガぴあ 特典CD                                                                    | でんぱ組.inc、フランシュシュ | 「ゾンビランドDEMPA!!」                                                                                           | テレビアニメ『ゾンビランドサガ』関連曲                               |
| 2021年   |                                                                                                | | |                                                                      |
| 3月31日  | ウマ娘 プリティーダービー ANIMATION DERBY Season 2 vol.3 Original Sound Track                  | スペシャルウィーク（和氣あず未）、サイレンススズカ（高野麻里佳）、トウカイテイオー（Machico）、ウオッカ（大橋彩香）、ダイワスカーレット（木村千咲）、ゴールドシップ（上田瞳）、メジロマックイーン（大西沙織）、シンボリルドルフ（田所あずさ）、ナイスネイチャ（前田佳織里）、ツインターボ（花井美春）、イクノディクタス（田澤茉純）、マチカネタンホイザ（遠野ひかる）、メジロパーマー（のぐちゆり）、ダイタクヘリオス（山根綺）、ミホノブルボン（長谷川育美）、ライスシャワー（石見舞菜香）、ビワハヤヒデ（近藤唯）、ナリタタイシン（渡部恵子）、ウイニングチケット （渡部優衣）、キタサンブラック（矢野妃菜喜）、サトノダイヤモンド（立花日菜）、マルゼンスキー（Lynn）、マヤノトップガン（星谷美緒）、ヒシアケボノ（松嵜麗）、エアグルーヴ（青木瑠璃子）、マチカネフクキタル（新田ひより）、メイショウドトウ（和多田美咲）、セイウンスカイ（鬼頭明里）、グラスワンダー（前田玲奈）、エルコンドルパサー（髙橋ミナミ）、サクラバクシンオー（三澤紗千香）、メジロライアン（土師亜文）、メジロドーベル（久保田ひかり）、ナリタブライアン（衣川里佳） | 「うまぴょい伝説（TV Size）」                                                                                     | テレビアニメ『ウマ娘 プリティーダービー Season 2』エンディングテーマ |
| 5月19日  | 大河よ共に泣いてくれ/Nope!!!!!                                                                 | フランシュシュ | 「大河よ共に泣いてくれ」                                                                                          | テレビアニメ『ゾンビランドサガ リベンジ』オープニングテーマ          |
| 5月19日  | 夢を手に、戻れる場所もない日々を/風の強い日は嫌いか？                                          | フランシュシュ | 「夢を手に、戻れる場所もない日々を」                                                                              | テレビアニメ『ゾンビランドサガ リベンジ』エンディングテーマ          |
| 6月25日  | ゾンビランドサガ リベンジ BD第1巻特典CD                                                        | 小島食品工場スタッフ | 「イカの魂無駄にはしない〜小島食品工場株式会社社歌〜」                                                            | テレビアニメ『ゾンビランドサガ リベンジ』挿入歌                      |
| 6月25日  | ゾンビランドサガ リベンジ BD第1巻特典CD                                                        | フランシュシュ | 「REVENGE」 「風の強い日は嫌いか？」 「目覚めRETURNER（Electric Returner Type "R"）」                             | テレビアニメ『ゾンビランドサガ リベンジ』挿入歌                      |
| 6月25日  | ゾンビランドサガ リベンジ BD第1巻特典CD                                                        | フランシュシュ | 「激昂サバイブ」                                                                                                  | テレビアニメ『ゾンビランドサガ リベンジ』挿入歌                      |
| 7月30日  | ゾンビランドサガ リベンジ BD第2巻特典CD                                                        | フランシュシュ | 「ぶっちゃけてフォーユー」 「光へ」                                                                               | テレビアニメ『ゾンビランドサガ リベンジ』挿入歌                      |
| 8月27日  | ゾンビランドサガ リベンジ BD第3巻特典CD                                                        | フランシュシュ | 「追い風トラベラーズ」                                                                                            | テレビアニメ『ゾンビランドサガ リベンジ』挿入歌                      |
| 8月27日  | ゾンビランドサガ リベンジ BD第3巻特典CD                                                        | フランシュシュ | 「激昂サバイブ（Complete Edition）」                                                                              | テレビアニメ『ゾンビランドサガ リベンジ』関連曲                      |
| 8月28日  | 3rd EVENT WINNING DREAM STAGE Solo Vocal Tracks Vol.1                                          | ナリタブライアン（衣川里佳） | 「winning the soul（Game Size）」                                                                                 | ゲーム『ウマ娘 プリティーダービー』関連曲                            |
| 9月22日  | ウマ娘 プリティーダービー WINNING LIVE 02                                                      | ナリタブライアン（衣川里佳） | 「BLAZE」 | ゲーム『ウマ娘 プリティーダービー』関連曲                            |
| 9月22日  | ウマ娘 プリティーダービー WINNING LIVE 02                                                      | ダイワスカーレット（木村千咲）、グラスワンダー（前田玲奈）、テイエムオペラオー（徳井青空）、ナリタブライアン（衣川里佳）、シンボリルドルフ（田所あずさ）、エアグルーヴ（青木瑠璃子）、ビワハヤヒデ（近藤唯）、マヤノトップガン（星谷美緒）、ミホノブルボン（長谷川育美）、ウイニングチケット（渡部優衣）、カワカミプリンセス（高橋花林）、スイープトウショウ（杉浦しおり）、ナリタタイシン（渡部恵子）、ニシノフラワー（河井晴菜）、メジロドーベル（久保田ひかり） | 「うまぴょい伝説」                                                                                                | ゲーム『ウマ娘 プリティーダービー』関連曲                            |
| 9月22日  | ウマ娘 プリティーダービー WINNING LIVE 02                                                      | ダイワスカーレット（木村千咲）、ミホノブルボン（長谷川育美）、マヤノトップガン（星谷美緒）、エアグルーヴ（青木瑠璃子）、シンボリルドルフ（田所あずさ）、ナリタブライアン（衣川里佳）、テイエムオペラオー（徳井青空）、グラスワンダー（前田玲奈） | 「Never Looking Back」                                                                                            | ゲーム『ウマ娘 プリティーダービー』関連曲                            |
| 2022年   |                                                                                                | | |                                                                      |
| 2月9日   | ウマ娘 プリティーダービー WINNING LIVE 03                                                      | スペシャルウィーク（和氣あず未）、トウカイテイオー（Machico）、ナリタブライアン（衣川里佳）、シンボリルドルフ（田所あずさ）、セイウンスカイ（鬼頭明里）、アグネスタキオン（上坂すみれ）、マチカネフクキタル（新田ひより）、ミスターシービー（天海由梨奈） | 「winning the soul」                                                                                              | ゲーム『ウマ娘 プリティーダービー』関連曲                            |
| 2月22日  | ウマ娘 プリティーダービー Solo Vocal Tracks Vol.3 -4th EVENT SPECIAL DREAMERS!!-               | ナリタブライアン（衣川里佳） | 「Never Looking Back（Game Size）」                                                                               | ゲーム『ウマ娘 プリティーダービー』関連曲                            |
| 3月16日  | ウマ娘 プリティーダービー WINNING LIVE 04                                                      | マルゼンスキー（Lynn）、メジロマックイーン（大西沙織）、ナリタブライアン（衣川里佳）、シンボリルドルフ（田所あずさ）、タマモクロス（大空直美）、マンハッタンカフェ（小倉唯）、エイシンフラッシュ（藤野彩水） | 「BLOW my GALE」                                                                                                  | ゲーム『ウマ娘 プリティーダービー』関連曲                            |
| 3月16日  | ウマ娘 プリティーダービー WINNING LIVE 04                                                      | マルゼンスキー（Lynn）、オグリキャップ（高柳知葉）、メジロマックイーン（大西沙織）、ナリタブライアン（衣川里佳）、シンボリルドルフ（田所あずさ）、タマモクロス（大空直美）、マンハッタンカフェ（小倉唯）、エイシンフラッシュ（藤野彩水）、スーパークリーク（優木かな）、ナイスネイチャ（前田佳織里）、マチカネタンホイザ（遠野ひかる）、イクノディクタス（田澤茉純）、ツインターボ（花井美春）、サトノダイヤモンド（立花日菜）、キタサンブラック（矢野妃菜喜）、サクラチヨノオー（野口瑠璃子）、メジロアルダン（会沢紗弥）、ヤエノムテキ（日原あゆみ） | 「うまぴょい伝説」                                                                                                | ゲーム『ウマ娘 プリティーダービー』関連曲                            |
| 4月27日  | ウマ娘 プリティーダービー WINNING LIVE 05                                                      | スペシャルウィーク（和氣あず未）、サイレンススズカ（高野麻里佳）、トウカイテイオー（Machico）、オグリキャップ（高柳知葉）、ゴールドシップ（上田瞳）、メジロマックイーン（大西沙織）、テイエムオペラオー（徳井青空）、ナリタブライアン（衣川里佳）、シンボリルドルフ（田所あずさ）、タマモクロス（大空直美）、メジロライアン（土師亜文）、アドマイヤベガ（咲々木瞳）、サクラバクシンオー（三澤紗千香）、ミスターシービー（天海由梨奈）、メジロドーベル（久保田ひかり）、マチカネタンホイザ（遠野ひかる）、サトノダイヤモンド（立花日菜）、キタサンブラック（矢野妃菜喜）、サクラチヨノオー（野口瑠璃子）、メジロアルダン（会沢紗弥）、ヤエノムテキ（日原あゆみ）、ナリタトップロード（中村カンナ） | 「We are DREAMERS!!」                                                                                             | ゲーム『ウマ娘 プリティーダービー』関連曲                            |
| 4月27日  | ウマ娘 プリティーダービー WINNING LIVE 05                                                      | スペシャルウィーク（和氣あず未）、サイレンススズカ（高野麻里佳）、トウカイテイオー（Machico）、オグリキャップ（高柳知葉）、ゴールドシップ（上田瞳）、メジロマックイーン（大西沙織）、テイエムオペラオー（徳井青空）、ナリタブライアン（衣川里佳）、シンボリルドルフ（田所あずさ）、アグネスデジタル（鈴木みのり）、タマモクロス（大空直美）、マヤノトップガン（星谷美緒）、メジロライアン（土師亜文）、アドマイヤベガ（咲々木瞳）、サクラバクシンオー（三澤紗千香）、スマートファルコン（大和田仁美）、ニシノフラワー（河井晴菜）、ハルウララ（首藤志奈）、マーベラスサンデー（三宅麻理恵）、ミスターシービー（天海由梨奈）、メジロドーベル（久保田ひかり）、ナイスネイチャ（前田佳織里）、マチカネタンホイザ（遠野ひかる）、ツインターボ（花井美春）、サトノダイヤモンド（立花日菜）、キタサンブラック（矢野妃菜喜）、サクラチヨノオー（野口瑠璃子）、メジロアルダン（会沢紗弥）、ヤエノムテキ（日原あゆみ）、ナリタトップロード（中村カンナ） | 「うまぴょい伝説」                                                                                                | ゲーム『ウマ娘 プリティーダービー』関連曲                            |
| 8月17日  | ウマ娘 プリティーダービー WINNING LIVE 07                                                      | スペシャルウィーク（和氣あず未）、サイレンススズカ（高野麻里佳）、ゴールドシップ（上田瞳）、メジロマックイーン（大西沙織）、ナリタブライアン（衣川里佳）、ライスシャワー（石見舞菜香）、ウイニングチケット（渡部優衣） | 「笑顔の宝物 -Beyond The Future!-」                                                                               | ゲーム『ウマ娘 プリティーダービー』関連曲                            |
| 8月17日  | ウマ娘 プリティーダービー WINNING LIVE 07                                                      | スペシャルウィーク（和氣あず未）、サイレンススズカ（高野麻里佳）、ゴールドシップ（上田瞳）、メジロマックイーン（大西沙織）、ナリタブライアン（衣川里佳）、マヤノトップガン（星谷美緒）、メジロライアン（土師亜文）、ライスシャワー（石見舞菜香）、ウイニングチケット（渡部優衣）、マーベラスサンデー（三宅麻理恵）、メジロドーベル（久保田ひかり）、メジロパーマー（のぐちゆり）、メジロアルダン（会沢紗弥）、メジロブライト（大西綺華）、サクラローレル（真野美月） | 「うまぴょい伝説」                                                                                                | ゲーム『ウマ娘 プリティーダービー』関連曲                            |
| 9月28日  | ウマ娘 プリティーダービー WINNING LIVE 08                                                      | スペシャルウィーク（和氣あず未）、サイレンススズカ（高野麻里佳）、ゴールドシップ（上田瞳）、メジロマックイーン（大西沙織）、ナリタブライアン（衣川里佳）、ライスシャワー（石見舞菜香）、ウイニングチケット（渡部優衣） | 「Precious Star Dreamer」                                                                                         | ゲーム『ウマ娘 プリティーダービー』関連曲                            |
| 9月28日  | ウマ娘 プリティーダービー WINNING LIVE 08                                                      | スペシャルウィーク（和氣あず未）、サイレンススズカ（高野麻里佳）、ゴールドシップ（上田瞳）、ウオッカ（大橋彩香）、ダイワスカーレット（木村千咲）、メジロマックイーン（大西沙織）、ナリタブライアン（衣川里佳）、マヤノトップガン（星谷美緒）、ライスシャワー（石見舞菜香）、ウイニングチケット（渡部優衣）、スマートファルコン（大和田仁美）、ダイタクヘリオス（山根綺）、サクラローレル（真野美月）、ヤマニンゼファー（今泉りおな）、ダイイチルビー（礒部花凜）、アストンマーチャン（井上ほの花）、ケイエスミラクル（佐藤日向）、コパノリッキー（稲垣好）、ホッコータルマエ（菊池紗矢香）、ワンダーアキュート（須藤叶希） | 「うまぴょい伝説」                                                                                                | ゲーム『ウマ娘 プリティーダービー』関連曲                            |
| 9月28日  | ゾンビランドサガ リベンジ フランシュシュ The Best Revenge                                      | フランシュシュ | 「We are Fran Chou Chou!」 「Beginning」 「冒険ズンドコドン！」                                                   | テレビアニメ『ゾンビランドサガ リベンジ』関連曲                      |
| 10月4日  | ウマ娘 プリティーダービー Solo Vocal Tracks Vol.5 －4th EVENT SPECIAL DREAMERS!! EXTRA STAGE－ | ナリタブライアン（衣川里佳） | 「We are DREAMERS!!（Game Size）」 「BLOW my GALE（Game Size）」 「笑顔の宝物 -Beyond The Future!-（Game Size）」 | ゲーム『ウマ娘 プリティーダービー』関連曲                            |
| 12月28日 | ウマ娘 プリティーダービー WINNING LIVE 09                                                      | トウカイテイオー（Machico）、オグリキャップ（高柳知葉）、ウオッカ（大橋彩香）、タイキシャトル（大坪由佳）、エルコンドルパサー（髙橋ミナミ）、テイエムオペラオー（徳井青空）、ナリタブライアン（衣川里佳）、エアグルーヴ（青木瑠璃子）、タマモクロス（大空直美）、ビワハヤヒデ（近藤唯）、マヤノトップガン（星谷美緒）、ミホノブルボン（長谷川育美）、イナリワン（井上遥乃）、キタサンブラック（矢野妃菜喜） | 「Ms. VICTORIA」                                                                                                  | ゲーム『ウマ娘 プリティーダービー』関連曲                            |
| 12月28日 | ウマ娘 プリティーダービー WINNING LIVE 09                                                      | トウカイテイオー（Machico）、オグリキャップ（高柳知葉）、ウオッカ（大橋彩香）、タイキシャトル（大坪由佳）、エルコンドルパサー（髙橋ミナミ）、テイエムオペラオー（徳井青空）、ナリタブライアン（衣川里佳）、エアグルーヴ（青木瑠璃子）、タマモクロス（大空直美）、ビワハヤヒデ（近藤唯）、マヤノトップガン（星谷美緒）、ミホノブルボン（長谷川育美）、イナリワン（井上遥乃）、スマートファルコン（大和田仁美）、キタサンブラック（矢野妃菜喜）、コパノリッキー（稲垣好）、ホッコータルマエ（菊池紗矢香）、ワンダーアキュート（須藤叶希） | 「うまぴょい伝説」                                                                                                | ゲーム『ウマ娘 プリティーダービー』関連曲                            |
| 2023年   |                                                                                                | | |                                                                      |
| 3月29日  | ウマ娘 プリティーダービー WINNING LIVE 11                                                      | スペシャルウィーク（和氣あず未）、トウカイテイオー（Machico）、テイエムオペラオー（徳井青空）、ナリタブライアン（衣川里佳）、シンボリルドルフ（田所あずさ）、マヤノトップガン（星谷美緒）、マンハッタンカフェ（小倉唯）、アグネスタキオン（上坂すみれ）、アドマイヤベガ（咲々木瞳）、マーベラスサンデー（三宅麻理恵）、ミスターシービー（天海由梨奈）、ツインターボ（花井美春）、サトノダイヤモンド（立花日菜）、キタサンブラック（矢野妃菜喜）、サクラローレル（真野美月）、ナリタトップロード（中村カンナ）、シンボリクリスエス（春川芽生）、タニノギムレット（松岡美里）、メジロラモーヌ（東山奈央）、サトノクラウン（鈴代紗弓）、シュヴァルグラン（夏吉ゆうこ）、ジャングルポケット（藤本侑里） 、カツラギエース（藤原夏海） | 「DRAMATIC JOURNEY」                                                                                              | ゲーム『ウマ娘 プリティーダービー』関連曲                            |
| 3月29日  | ウマ娘 プリティーダービー WINNING LIVE 11                                                      | スペシャルウィーク（和氣あず未）、トウカイテイオー（Machico）、ウオッカ（大橋彩香）、テイエムオペラオー（徳井青空）、ナリタブライアン（衣川里佳）、シンボリルドルフ（田所あずさ）、マヤノトップガン（星谷美緒）、マンハッタンカフェ（小倉唯）、アグネスタキオン（上坂すみれ）、アドマイヤベガ（咲々木瞳）、マーベラスサンデー （三宅麻理恵）、ミスターシービー（天海由梨奈）、ツインターボ（花井美春）、サトノダイヤモンド（立花日菜）、キタサンブラック（矢野妃菜喜）、ツルマルツヨシ（青山吉能）、サクラローレル（真野美月）、ナリタトップロード（中村カンナ）、シンボリクリスエス（春川芽生）、タニノギムレット（松岡美里）、メジロラモーヌ（東山奈央）、サトノクラウン（鈴代紗弓）、シュヴァルグラン（夏吉ゆうこ）、ジャングルポケット（藤本侑里）、カツラギエース（藤原夏海） | 「うまぴょい伝説」                                                                                                | ゲーム『ウマ娘 プリティーダービー』関連曲                            |
| 9月6日   | ウマ娘 プリティーダービー WINNING LIVE 13                                                      | ナリタブライアン（衣川里佳）、マヤノトップガン（星谷美緒）、アドマイヤベガ（咲々木瞳）、イナリワン（井上遥乃）、サトノダイヤモンド（立花日菜）、キタサンブラック（矢野妃菜喜）、ヤエノムテキ（日原あゆみ）、サクラローレル（真野美月）、ナリタトップロード（中村カンナ）、サトノクラウン（鈴代紗弓）、シュヴァルグラン（夏吉ゆうこ）、ネオユニヴァース（白石晴香）、ヒシミラクル（春日さくら） | 「トレセン音頭」                                                                                                  | ゲーム『ウマ娘 プリティーダービー』関連曲                            |
| 9月6日   | ウマ娘 プリティーダービー WINNING LIVE 13                                                      | ナリタブライアン（衣川里佳）、マヤノトップガン（星谷美緒）、ライスシャワー（石見舞菜香）、アドマイヤベガ（咲々木瞳）、イナリワン（井上遥乃）、ミスターシービー（天海由梨奈）、マチカネタンホイザ（遠野ひかる）、イクノディクタス（田澤茉純）、ツインターボ（花井美春）、サトノダイヤモンド（立花日菜）、キタサンブラック（矢野妃菜喜）、ヤエノムテキ（日原あゆみ）、サクラローレル（真野美月）、ナリタトップロード（中村カンナ）、サトノクラウン（鈴代紗弓）、シュヴァルグラン（夏吉ゆうこ）、ホッコータルマエ（菊池紗矢香）、ネオユニヴァース（白石晴香）、ヒシミラクル（春日さくら） | 「うまぴょい伝説」                                                                                                | ゲーム『ウマ娘 プリティーダービー』関連曲                            |
| 2024年   |                                                                                                | | |                                                                      |
| 3月6日   | ウマ娘 プリティーダービー WINNING LIVE 16                                                      | スペシャルウィーク（和氣あず未）、オグリキャップ（高柳知葉）、ゴールドシップ（上田瞳）、ナリタブライアン（衣川里佳）、タマモクロス（大空直美）、マンハッタンカフェ（小倉唯）、アグネスタキオン（上坂すみれ）、サトノダイヤモンド（立花日菜）、キタサンブラック（矢野妃菜喜）、サクラローレル（真野美月）、ヴィルシーナ（奥野香耶）、ジャングルポケット（藤本侑里）、ドゥラメンテ（秋奈）、ラインクラフト（小島菜々恵）、シーザリオ（佐藤榛夏)、オルフェーヴル（日笠陽子）、ジェンティルドンナ（芹澤優）、ウインバリアシオン（月城日花） | 「U.M.A. NEW WORLD!!」                                                                                            | ゲーム『ウマ娘 プリティーダービー』関連曲                            |
| 3月6日   | ウマ娘 プリティーダービー WINNING LIVE 16                                                      | スペシャルウィーク（和氣あず未）、オグリキャップ（高柳知葉）、ゴールドシップ（上田瞳）、ナリタブライアン（衣川里佳）、タマモクロス（大空直美）、マンハッタンカフェ（小倉唯）、アグネスタキオン（上坂すみれ）、サトノダイヤモンド（立花日菜）、キタサンブラック（矢野妃菜喜）、サクラローレル（真野美月）、サトノクラウン（鈴代紗弓）、シュヴァルグラン（夏吉ゆうこ）、ヴィルシーナ（奥野香耶）、ジャングルポケット（藤本侑里）、ドゥラメンテ（秋奈）、ラインクラフト（小島菜々恵）、シーザリオ（佐藤榛夏）、オルフェーヴル（日笠陽子）、ジェンティルドンナ（芹澤優）、ウインバリアシオン（月城日花） | 「うまぴょい伝説」                                                                                                | ゲーム『ウマ娘 プリティーダービー』関連曲                            |